# Spider-Man 2 (soundtrack)
Spider-Man 2: Music from and Inspired by is de originele soundtrack, met nummers van en geïnspireerd door diverse artiesten voor de film Spider-Man 2 uit 2004 van Sam Raimi. Het album werd uitgebracht op 22 juni 2004 door Columbia Records en Sony Music Soundtrax.
Hoewel het een deel van de filmmuziek van Danny Elfman bevat, werd een completer album van Elfmans werk uitgebracht als Spider-Man 2: Original Motion Picture Score.

## Spider-Man 2: Music from and Inspired by

### Tracklijst
| 1.                 | Vindicated – Dashboard Confessional                             | 3:20 |
| 2.                 | Ordinary – Train                                                | 3:33 |
| 3.                 | Did You – Hoobastank                                            | 3:18 |
| 4.                 | Hold On – Jet                                                   | 4:03 |
| 5.                 | Gifts and Curses – Yellowcard                                   | 5:05 |
| 6.                 | Woman – Maroon 5                                                | 5:08 |
| 7.                 | This Photograph Is Proof (I Know You Know) – Taking Back Sunday | 4:12 |
| 8.                 | Give It Up – Midtown                                            | 3:42 |
| 9.                 | Lucky You – Lostprophets                                        | 4:25 |
| 10.                | Who I Am – Smile Empty Soul                                     | 3:15 |
| 11.                | The Night That the Lights Went Out in NYC – The Ataris          | 3:36 |
| 12.                | We Are – Ana                                                    | 3:55 |
| 13.                | Someone to Die For – Jimmy Gnecco featuring Brian May           | 5:08 |
| 14.                | Spidey Suite – Danny Elfman                                     | 4:01 |
| 15.                | Doc Ock Suite – Danny Elfman                                    | 3:53 |
| Totale duur: 60:29 |                                                                 |      |

### Internationale persingen
- In de Britse versie van de soundtrack is Switchfoots hitsingle "Meant to Live" te horen als track 12 tussen "The Night That the Lights Went Out in NYC" en "We Are".
- Op de Australische versie van de soundtrack verschijnt "I Am" van Killing Heidi als track 17.
- Op de Japanse versie van de soundtrack verschijnt "Web of Night" van T.M. Revolution en was een populaire single in Japan. Een track van de indieband Mew genaamd "She Spider" stond ook op de Japanse release.
- Op de Pakistaanse versie van de soundtrack werd een nummer van Strings met de titel "Najane Kyun" gebruikt, wat zich vertaalt naar "Waarom niet?".
- Op de Poolse versie van de soundtrack verschijnt de single "Chron to co masz" van PtakY als track 17.
- In Brazilië nam de band Jota Quest het "Theme from Spider-Man" op, dat werd opgenomen als track 16.
- Op de Indonesische versie van de soundtrack werd "Cry Out" van Edane opgenomen als de laatste track van de persingen, met een officiële videoclip die werd uitgebracht.

### Omissies
- De single "Let Me Go" van 3 Doors Down was oorspronkelijk bedoeld voor de soundtrack, maar werd achtergehouden en verscheen in plaats daarvan op hun derde album, Seventeen Days.
- Het nummer "Where I Belong" van Sia was bedoeld om op de soundtrack te verschijnen, maar vanwege een conflict met een platenlabel werd de opname ervan ingetrokken. De cover van de single toont Sia gekleed in een Spider-Man-kostuum.
- De aftiteling van de film bevatte een versie van het thema uit de originele tekenfilmserie, uitgevoerd door de Canadese zanger Michael Bublé. Hoewel het niet op het album stond, werd het uitgebracht als single om de film te promoten en bevatte het remixen van Junkie XL en Ralphi Rosario.

## Spider-Man 2: Original Motion Picture Score
Spider-Man 2: Original Motion Picture Score is de originele soundtrack met de volledige filmmuziek, gecomponeerd door Danny Elfman voor de film Spider-Man 2 uit 2004 van Sam Raimi. Het album werd uitgebracht op 27 juli 2004 door Sony BMG.
De partituur wordt uitgevoerd door een 110-koppig ensemble van de Hollywood Studio Symphony, onder leiding van Pete Anthony.

### Tracklijst
Alle muziek en teksten zijn geschreven door Danny Elfman, tenzij anders vermeld. 
| 1.                 | Spider-Man 2 (Main Title)                                                                     | 3:21 |
| 2.                 | M.J.'s New Life/Spidus Interruptus                                                            | 2:31 |
| 3.                 | Doc Ock Is Born                                                                               | 2:23 |
| 4.                 | Angry Arms/Rebuilding                                                                         | 2:51 |
| 5.                 | A Phone Call/The Wrong Kiss/Peter's Birthday                                                  | 2:06 |
| 6.                 | The Bank/Saving May                                                                           | 4:27 |
| 7.                 | The Mugging/Peter's Turmoil                                                                   | 3:21 |
| 8.                 | Doc Ock's Machine                                                                             | 1:42 |
| 9.                 | He's Back!                                                                                    | 1:50 |
| 10.                | Train/Appreciation                                                                            | 6:16 |
| 11.                | Aunt May Packs                                                                                | 2:51 |
| 12.                | Armageddon/A Really Big Web!                                                                  | 6:28 |
| 13.                | The Goblin Returns                                                                            | 1:36 |
| 14.                | At Long Last, Love                                                                            | 2:59 |
| 15.                | Raindrops Keep Fallin' on My Head – B.J. Thomas (geschreven door Hal David en Burt Bacharach) | 3:14 |
| Totale duur: 47:53 |                                                                                               |      |

## Heruitgave
In 2024 kondigde La-La Land Records aan dat het op 1 november een uitgebreide versie van Elfmans Spider-Man 2-soundtrack zou uitbrengen, samenvallend met de 20e verjaardag van de film. Het album bevat verschillende eerder niet uitgebrachte en alternatieve tracks en cues.